# Bambang (Lemong)
Bambang is een bestuurslaag in het regentschap Lampung Barat van de provincie Lampung, Indonesië. Bambang telt 829 inwoners (volkstelling 2010).